# جیهان نجیم
جیهان نُجَیم (عربی مصری: جيهان نجيم؛ زاده ۱۷ مهٔ ۱۹۷۴) نامزد دریافت جایزه اسکار برای فیلم مستند آمریکایی است که بیشتر برای فیلم‌هایش مانند: اتاق کنترل، استارت‌آپ.کام، روز پنگا و مربع شناخته شده است.